# Alberto Marietta
Alberto Marietta (Torino, 14 gennaio 1955) è un ex cestista italiano.

## Carriera
In Serie A vestì le maglie di Torino, Mestre, Treviso e Cremona, segnando un totale di 4526 punti.

## Palmarès
- Promozione in Serie A1: 2
Auxilium Torino: 1977-78; Pall. Treviso: 1984-85.